# Alice Borchardt
Alice Borchardt (nombre real Alice Allen O'Brien; 6 de octubre de 1939 – 24 de julio de 2007) fue una escritora de ficción histórica, fantasía y terror estadounidense. Compartió su niñez de cuentacuentos en Nueva Orleans con su hermana, la novelista Anne Rice, la cual era dos años más joven que Alice. Enfermera profesional, también tuvo un gran interés en pequeños periodos poco conocidos de la historia, lo que le llevó a escribir la base de sus libros.

## Biografía
Alice Allen O'Brien nació en Nueva Orleans el 6 de octubre de 1939, siendo la primera de cinco hermanas. Su padre Howard, un trabajador postal, le ayudó a solicitar su primera tarjeta de biblioteca cuando tenía 7 años. "Fue el mejor regalo que he recibido nunca", comentó Borchardt en 1999 en una entrevista en el Austin American-Stadist. Su madre, Katherine, era una feminista que enseñó a Alice a perseguir sus sueños y crear su propia carrera.
La familia O'Brien se mudó a Richardson, Texas, cuando Alice era adolescente. Empezó su carrera de enfermería en Houston, donde conoció a su marido, Cliff, y vivieron muchos años.
Después de 30 años como enfermera vocacional autorizada, Borchardt afrontó reducciones de personal en el hospital donde trabajaba, lo que hizo que se quedara sin trabajo. Su hermana Anne, una escritora exitosa desde mediados los treinta años, animó a Alice y le ayudó a encontrar un agente, también escribió introducciones a muchos de sus libros.
Borchardt murió el 24 de julio de 2007, su fallecimiento fue informado al día siguiente por el escritor de misterio Bill Crider, un amigo. El Houston Chronicle publicó una necrológica cinco días más tarde. Además de su marido y famosa hermana, quiénes vivían en Rancho Mirage, a Borchardt le sobrevivieron sus otras hermanas Tamara Tinker de Daly City, California, Karen O'Brien y Micki Jenkins de Dallas; y dos sobrinos, Christopher T. Rice de Los Ángeles y Daniel Tinker de Oakland.

## Carrera literaria
Borchardt tenía ya 55 años cuando la primera de sus siete novelas, Dedicated, fue publicada por Dutton Penguin en 1995. Aunque es más conocida por la trilogía de Leyendas de los Lobos sobre hombres lobo en la Roma altomedieval (La Loba de Plata, Noche del Lobo, y El Rey Lobo). En estas obras, la huérfana Regeane y el noble Maeniel, ambos mitad lobo y mitad humano, luchan contra los caciques, los emperadores asediados y las intervenciones sobrenaturales. El último libro de la serie fue publicado en 2001.

## Libros
- Dedicated (1995)
- Beguiled (1996)

En el siglo diez, en la ciudad francesa de Chantalon, el Obispo Owen y su señora, Elin, organizan sus fuerzas en una lucha desesperada contra los invasores vikingos, pero cuándo Owen se va para buscar la ayuda de sus parientes y es capturado por los bretones, Elin queda sola para defender Chantalon.
Leyendas de la trilogía de los Lobos
- La Loba de Plata (1998)

La decadente Roma de la Edad Oscura está enfangada en las ruinas de su grandeza. A la Ciudad Eterna llega Regeane, una hermosa joven emparentada por su madre muerta con el emperador Carlomagno. Su sangre real convierte a la muchacha en un peón involuntario en la lucha por el poder político. Pero sin que lo sepan quienes planean su destino, la sangre que ha heredado de su padre asesinado hace de ella algo más que una hija de la realeza. Con una fuerza y agilidad sobrenaturales, recuerdos primigenios que se remontan a milenios atrás, y unos sentidos tan agudos que pueden atravesar el mismo velo de la muerte, Regeane es una cambiante: mujer y loba, cazadora y presa.
Comprometida por orden de Carlomagno con un Señor Bárbaro al que nunca ha visto, Regeane está rodeada de enemigos. El más notorio, su depravado tío y guardián, no tendrá escrúpulos en entregarla a la Iglesia a menos que le ayude en sus siniestros planes. Y si la Iglesia descubre su secreto, Regeane arderá en la hoguera.
- Noche del Lobo (Del Rey, 1999) precuela de La Loba de Plata:

Nacido lobo, Maeniel adquiere el poder de convertirse en hombre... pero no tardará en comprobar que el mundo de los humanos es mucho más complejo, salvaje y peligroso que las montañas en las que ha vivido hasta ahora.
El ingenuo lobo hombre se ve envuelto en una serie de conspiraciones y venganzas, al tiempo que descubre el amor y la pasión de las mujeres, la fuerza y el odio de los hombres... y su propia capacidad para superarlos.
Maeniel y sus compañeros viajarán de los bosques de la Galia al corazón de la Roma clásica en busca de aventuras, venganza y justicia, enfrentándose al poder de las legiones, el Senado y el mismo Julio César.
- El Rey Lobo (2001)

Los ejércitos de Carlomagno acampan en Ginebra, dispuestos a sumar Italia a la larga lista de conquistas de su señor. Al otro lado de los Alpes, las fuerzas mercenarias del corrupto rey Desiderius vigilan los pasos de montaña como gatos impacientes agazapados frente a la ratonera. Entre ambos bandos se abre una salvaje e inhóspita tierra en la que los cambiaformas moran sin turbación, protegidos por su líder Maeniel y su esposa Regeane. Pero ahora las guerras de los hombres amenazan con destruir la cuidadosa obra de siglos. La parte humana de Maeniel jura lealtad a Carlomagno... pero el lobo no reconoce a señor alguno. A pesar de todo, es como lobo y como hombre que Maeniel se embarca en una peligrosa misión en nombre de Carlomagno. Capturado, el cambiaformas es condenado a morir dos veces, una como espía y otra como demonio cambiante. Ahora, con la ayuda de un guerrero sajón cuyo amor presenta peligros propios, Regeane se enfrentará a las gélidas quebradas y simas de los Alpes para rescatar a su esposo, solo para descubrir que éste es el cebo de una trampa tendida por un villano de su pasado más oscuro, un hombre que no se detendrá ante nada para reclamar la venganza con la que sueña.
Cuentos de Ginebra
- La Reina Dragón (2001)

Arturo se dio la vuelta y vino resueltamente hacia nosotros. Estaba espléndido, y nunca olvidaré que en ese momento comencé a amarlo. Y ya nunca dejé de hacerlo. Nunca nadie me ha provocado tanta pena, dolor y alegría como él. Ni siquiera por mis hijos he sentido el amor que le profeso todavía ahora. Y creo que aunque hubiera sabido lo que nos deparaba el futuro (preocupaciones, tormentos, batallas y penas), aun así levaría entregado mi corazón tal como hice entonces.
Alice Brondchardt entra en el reino de la leyenda artúrica y lo hace suyo. La reina Dragón es el primer volumen de la trilogía que recrea el mundo de Camelot con la reina Ginebra convertida en una guerrea sagaz y obstinada.
Nacida en un entorno en el que los enfrentamientos son constantes y las armas están siempre presentes en la vida de hombres y mujeres, Ginebra, hija de una poderosa reina pagana, es una amenaza para su gente y una preciada presa para el temible mago Merlín.
Enviada a u lugar secreto, crece bajo la protección de un hombre-lobo y de un druida de agrio carácter. Pero ni siquiera en las remotas costas de Escocia, donde los dragones velan por ella, está a salvo del todopoderoso mago. Merlín conoce el destino de la bella joven y no se detendrá ante nada para evitar el cumplimiento de la profecía, puesto que si Ginebra y Arturo llegan a reinar, llevarán una paz al país que convertirá a Merlín, hambriento de poder, en un personaje secundario. 
- El Guerrero Cuervo (2003)

Criatura inmortal, o casi, que no naciste humana ni tampoco animal, capaz de invocar la supervivencia eterna con tus cambios interminables de forma. Vete de este lugar. Yace con tu dama, la señora de las aguas vivas, de los manantiales y las fuentes. Entreténte con ella y olvida la ruindad tenebrosa de nuestras almas y de la humanidad. Sella para siempre jamás la conquista de la carne. La muerte es nuestro precio.
Nacida en las Tierras Altas, Ginebra se ha hecho mujer y ha aceptado el poder que le ofrecía el trono del Dragón. Si quiere proteger su amada tierra de la avaricia insaciable de los saqueadores sajones, Ginebra deberá dirigir una ofensiva. El ejército que logra reunir está formado por los más débiles, pero aun así la tropa tiene que ponerse en marcha. Si fracasan, sus enemigos dominarán tierra y mar.
En su primera batalla contra los piratas, Ginebra invoca a los espíritus de los muertos. Inmersa en las oscuras profundidades, comprende más del odio, el amor, la rabia y la venganza de lo que nunca quiso saber. El poder de los muertos tiene un elevado precio.
Mucho más al sur, Zarpa Negra, su compañero de infancia, parte en soledad. Con el poder de la transformación e hijo del padre adoptivo de Ginebra, mitad hombre mitad lobo, Zarpa Negra (que pronto se convertirá en Lancelot) descubre su gran fortaleza interior y una intensa pasión al conocer a la Dama del Lago. Y cuando Lancelot y Ginebra se encuentran finalmente, las consecuencias de las experiencias que ambos han vivido desatan un torrente de angustia y deseo.